# Го Кен Сви
Го Кен Сви (кит. трад. 吴庆瑞, англ. Goh Keng Swee, 6 октября 1918 – 14 мая 2010) — государственный деятель Сингапура, сподвижник Ли Куан Ю, занимавший различные министерские посты. Самим Ли Куан Ю оценивался как самый способный министр в его правительстве.

## Биография
Родился в Малакке в семье управляющего каучуковой плантацией.